# Amt Kelsterbach
Das Amt Kelsterbach war ein Amt im Bereich der Grafschaft Isenburg, der Landgrafschaft Hessen-Darmstadt und nachfolgend des Großherzogtums Hessen.

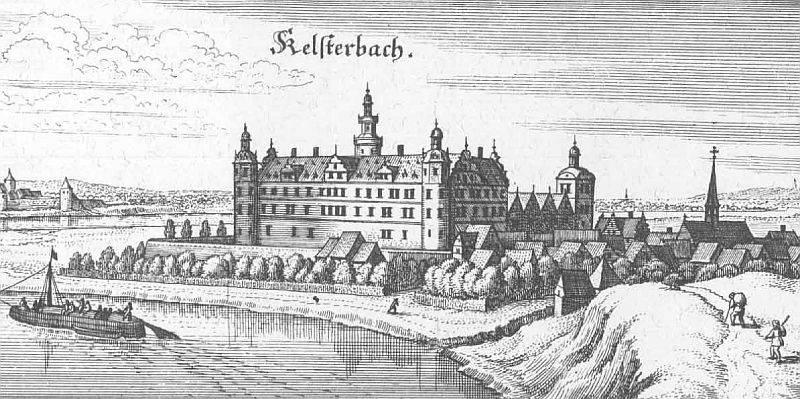
Die Wolfenburg in Kelsterbach – Mittelpunkt des Amtes Kelsterbach

## Funktion
In der Frühen Neuzeit waren Ämter eine Ebene zwischen den Gemeinden und der Landesherrschaft. Die Funktionen von Verwaltung und Rechtsprechung waren hier nicht getrennt. Dem Amt stand ein Amtmann vor, der von der Landesherrschaft eingesetzt wurde. 

## Geschichte

### Isenburg
Das Amt Kelsterbach entstand aus Besitzungen der Isenburger, die diese im Bereich des Wildbanns Dreieich besaßen. Im Zuge einer Reihe von Erbteilungen und Reorganisationen entstand hier das Amt Langen. Es gehörte zuletzt der Linie Isenburg-Ronneburg. Wolfgang von Ysenburg-Ronneburg, der in Kelsterbach als Residenzschloss die Wolfenburg gebaut hatte, verstarb 1597 ohne Kinder zu hinterlassen, dafür aber Schulden in Höhe von 75.000 Gulden. Sein Bruder und Erbe, Graf Heinrich, verkaufte deshalb große Teile des Erbes, darunter das Amt Langen, für insgesamt 380.177 Gulden an Hessen-Darmstadt.

### Hessen
Der Zeitpunkt des Kaufes durch Hessen wird in der Literatur mit unterschiedlichen Daten angegeben: 1600 oder 1601.
Die schon unter den Isenburgern begonnene Verlagerung des Mittelpunkts des Amtes von Langen nach Kelsterbach wurde unter hessischer Herrschaft durch die Änderung der Bezeichnung – nun: Amt Kelsterbach – nachvollzogen. Auch setzte sich hier in der Folge das Landrecht der Obergrafschaft Katzenelnbogen, die landrechtliche Vorschriftensammlung für den Kernbereich der Landgrafschaft Hessen-Darmstadt, durch. Subsidiär galt das Gemeine Recht. Diese Rechtslage wurde erst zum 1. Januar 1900 von dem einheitlich im ganzen Deutschen Reich geltenden Bürgerlichen Gesetzbuch abgelöst.
1803 konsolidierte die Landgrafschaft Hessen-Darmstadt ihre angestammten und die mit dem Reichsdeputationshauptschluss gewonnenen Gebiete, die südlich des Mains lagen, in einem neu geschaffenen Fürstentum Starkenburg (ab 1816: Provinz Starkenburg). Mit der Auflösung des Alten Reichs und dem Beitritt zum Rheinbund 1806 erhielt die Landgrafschaft den Status eines Großherzogtums.
1821 kam es zu einer Justiz- und Verwaltungsreform, mit der auch die Trennung der Rechtsprechung von der Verwaltung auf unterer Ebene umgesetzt wurde. Die Ämter wurden aufgelöst, ihre Aufgaben hinsichtlich der Verwaltung neu gebildeten Landratsbezirken, die erstinstanzliche Rechtsprechung Landgerichten übertragen. Das Amt Kelsterbach wurde aufgelöst, dessen Gemeinden zwei unterschiedlichen Landratsbezirken und Landgerichtsbezirken zugeordnet:

## Bestand
- Egelsbach, ab 1821: Landratsbezirk Langen, Landgericht Langen[5]
- Ginsheim, ab 1821: Landratsbezirk Dornberg, Landgericht Großgerau[5]
- Grund-Hof[6]
- Kelsterbach, ab 1821: Landratsbezirk Langen, Landgericht Langen[5]
- Langen, ab 1821: Landratsbezirk Langen, Landgericht Langen[5]
- Mörfelden, ab 1821: Landratsbezirk Langen, Landgericht Langen[5]
- Nauheim ab 1821: Landratsbezirk Dornberg, Landgericht Großgerau[5]
- Walldorf, ab 1821 Landratsbezirk Langen, Landgericht Langen[7]